# George L. Mosse
Pour les articles homonymes, voir Lachmann et Mosse.
George Lachmann Mosse (né le 20 septembre 1918 à Berlin, mort le 22 janvier 1999, à Madison, au Wisconsin) est un historien américain d'origine allemande. Historien des mentalités, il est en particulier à l'origine du concept de « brutalisation » appliqué aux sociétés qui sortent de la Guerre 1914-1918. George L. Mosse y voit la « matrice des totalitarismes ».
Il exerce une forte influence sur les historiens du fascisme et du nazisme dans le monde anglo-saxon mais aussi en Italie et, plus tard, en Allemagne mais le monde universitaire francophone l'a largement ignoré de son vivant.

## Biographie
George Mosse est né dans une famille juive influente : son grand-père, Rudolf Mosse, avait fondé le Berliner Tageblatt, qui connut un grand succès et reste jusqu'en 1933 un bastion de l'antinazisme ; au début des années 1930, les Mosse sont à la tête d'un empire de la presse et de l'édition. George Mosse est quant à lui plutôt de gauche (il est membre d'un groupe d'étudiants socialistes durant sa jeunesse) mais antimarxiste et sioniste, et il assume publiquement son homosexualité.
En 1933, il fuit en Suisse avant de s'installer en Angleterre avec sa famille en raison de la montée du national-socialisme. Il étudie à la Bootham School puis il s'installe aux États-Unis en 1936.
Il obtient un BS du Haverford College (Pennsylvanie) en 1941 et un PhD de Harvard en 1946. Par la suite, il enseigne dans plusieurs universités prestigieuses : à l'Université de l'Iowa (1944-1955), à l'Université du Wisconsin à Madison à partir de 1955 - où il reste jusqu'à sa retraite en 1988. Il enseigne par ailleurs également à Stanford, à l'Université hébraïque de Jérusalem, à Munich, Cornell, Amsterdam, Tel Aviv, ou encore Cambridge.

## Un historien des mentalités et particulièrement du fascisme
Ses premiers travaux portent sur la Réforme et l'Angleterre du XVIe siècle. Ce n'est que progressivement que ses recherches s'orientent vers l'histoire intellectuelle de l'Europe occidentale en général, avant de se focaliser sur le XXe siècle et finalement l'Allemagne, le nazisme, le racisme et l'antisémitisme. Il se range clairement dans le camp historiographique des intentionnalistes.
Historien des mentalités, il est en particulier à l'origine du concept de « brutalisation » appliqué aux sociétés qui sortent de la Première Guerre mondiale. Mosse y voit la « matrice des totalitarismes ».
Une autre spécificité de l'œuvre de George L. Mosse est qu'il n'hésite pas à se placer « dans l'œil du cyclone », en participant (sous une fausse identité) à des réunions d'anciens nazis en Allemagne, ou en dialoguant avec Albert Speer, l'architecte de Hitler, pour mieux comprendre l'esthétisme du nazisme.
Dans son livre La Révolution fasciste. Vers une théorie générale du fascisme, George L. Mosse partage la thèse de Zeev Sternhell qui énonce que la France a été le vrai berceau du fascisme dans l'ouvrage La droite révolutionnaire 1885-1914, Les origines françaises du fascisme. Effectivement, une certaine méconnaissance de la France le pousse à orienter ses conclusions dans le même sens que celles de l'historien israélien, dont le travail a déjà été l'objet d'une démystification, notamment par les historiens Michel Winock et Serge Bernstein.
Cependant, l'essence des thèses de Mosse et de Sternhell divergent puisque ce dernier développe l'idée d'un fascisme tout à fait présent avant la Première Guerre mondiale, ce qui contredit la thèse de la brutalisation développé par George L. Mosse.

## Œuvres

### en traduction française
- L'Europe au XVIe siècle [« Europe in the sixteenth century »]  (trad. Serge Chassagne), Paris, Sirey, coll. « Histoire de l'Europe » (no 6), 1970, 393 p. (avec Helmut Georg Koenigsberger).
- L'Image de l'homme : l'invention de la virilité moderne  (trad. de l'anglais par Michèle Hechter), Paris, Abbeville, coll. « Tempo », 1997, 215 p. (ISBN 2-87946-149-9) ; réédité en 1999 dans la collection Agora (203) du même éditeur  (ISBN 2266089137).
- De la Grande Guerre au totalitarisme : la brutalisation des sociétés européennes [« Fallen soldiers : reshaping the memory of the world wars »]  (trad. de l'anglais par Edith Magyar), Paris, Hachette littératures, 1999, 291 p. (ISBN 2-01-235448-3).
- La Révolution fasciste : vers une théorie générale du fascisme [« The Fascist Revolution : Toward a General Theory of Fascism »]  (trad. de l'anglais par Jean-François Sené), Paris, Seuil, coll. « XXe siècle », 2003, 265 p. (ISBN 2-02-057285-0, présentation en ligne) (recueil de textes de 1961-1996).
- Les racines intellectuelles du Troisième Reich : la crise de l'idéologie allemande [« The crisis of German ideology »]  (trad. de l'anglais par Claire Darmon), Paris, Calmann-Lévy/Mémorial de la Shoah, 2006, 401 p. (ISBN 2-7021-3715-6).

### en anglais
- The Struggle for Sovereignty in England from the Reign of Queen Elizabeth to the Petition of Right, 1950.
- The Holy Pretence. A Study in Christianity and Reason of State from William Perkins to John Winthrop, 1957.
- The Culture of Western Europe. The Nineteenth and Twentieth Centuries, An Introduction, 1961.
- The Crisis of German Ideology. Intellectual Origins of the Third Reich, 1964.  (ISBN 044800173X)
- Nazi Culture. Intellectual, Cultural and Social Life in the Third Reich, édité par G. L. Mosse 1966.
- 1914. The Coming of the First World War, coédité avec Walter Laqueur, 1966.
- Literature and Politics in the Twentieth Century, coédité avec Walter Laqueur, 1967.
- Germans and Jews. The Right, the Left, and the Search for a "Third Force" in Pre-Nazi Germany, 1970.
- Historians in Politics, coédité avec Walter Laqueur, 1974.
- Jews and Non-Jews in Eastern Europe, 1918-1945, coédité avec Bela Vago, 1974.
- The Nationalization of the Masses: Political Symbolism and Mass Movements in Germany from the Napoleonic Wars through the Third Reich, 1975.  (ISBN 0452004640)
- Nazism. A Historical and Comparative Analysis of National Socialism, 1978.
- Toward the Final Solution. A History of European Racism, 1978.
- International Fascism. New Thoughts and New Approaches, édité par G.L Mosse, 1979.
- Masses and Man. Nationalist and Fascist Perceptions of Reality, 1980.
- German Jews beyond Judaism, 1985.
- Nationalism and Sexuality. Respectablility and Abnormal Sexuality in Modern Europe, 1985.
- Fallen Soldiers. Reshaping the Memory of the World Wars, 1990.
- Confronting the Nation. Jewish and Western Nationalism, 1993.
- The Image of Man. The Creation of Modern Masculinity, 1996.
- Confronting History: A Memoir (autobiographie), Presses de l'Université du Wisconsin, 1999  (ISBN 978-0299165802).

### en italien
- La nazione, le masse e la nuova politica, Di Renzo Editore, 1999,  (ISBN 8883230094)Entretien avec George L. Mosse, suivi d'une étude de l'historien par Giuseppe Galasso.